# Chumphon
Pour la province de Thaïlande, voir Province de Chumphon.
Chumphon est une ville de la région Sud de la Thaïlande, chef-lieu de la province de Chumphon. En 2005, elle comptait 33 522 habitants.